# 1992 en jeu
Chronologie du jeu
- 1988
- 1989
- 1990
- 1991
- 1992
- 1993
- 1994
- 1995
- 1996

Cet article présente les faits marquants de l'année 1992 concernant le jeu.

## Évènements

### Compétitions
- 27 janvier : l’Australien Steve Gould remporte le IIIe championnat du monde de Diplomatie à Canberra devant son compatriote Eric Roche et le Français Bruno-André Giraudon.
- 6 juillet : le Français Samy Malki remporte le VIIe Championnat de France (1991) de Diplomatie à Montpellier devant ses compatriotes Xavier Blanchot et Sylvain Marie[1].
- 7 novembre : le Français Marc Tastet remporte le XVIe championnat du monde d’Othello à Barcelone.